# 苏广林
苏广林（1940年—），甘肃会宁人，回族，中华人民共和国政治人物、第十一届全国人民代表大会甘肃地区代表。
担任甘肃省兰州市政协副主席，兰州市伊斯兰教协会常务副会长。2008年起担任全国人大代表。